# عنصور (إب)

تعديل مصدري - تعديل

عنصور محلة تابعة لقرية مشورة، التابعة لعزلة ثواب اعلى بمديرية إب إحدى مديريات محافظة إب في الجمهورية اليمنية.، بلغ تعداد سكانها 28 حسب تعداد اليمن لعام 2004.